# Ерік Рудий
Ерік Рудий (Ейрік Рауді, ісл. Eiríkur rauði, іноді його іменують Еріком Рудим Торвальдсоном від давньоскан. Eiríkr rauði Þorvaldsson; 950—1003) — першовідкривач Гренландії, ісландський вікінг норвезького походження. Вважається першим європейцем, який заснував поселення в Гренландії.

## Біографія
Син Торвальда Асвальдсона, батько Лейфа Еріксона та Фрейдіс Еріксдоттір. Прізвисько «Рудий» отримав через колір волосся і бороди. За деякими версіями, ще до сина Лейфа відвідував узбережжя Ньюфаундленду.
Під час правління Гаральда Прекрасноволосого Торвальд, після вироку конунгового суду за скоєне ним вбивство, разом з сім'єю був вигнаний з Норвегії і оселився в Ісландії. Ісландські землі в часи життя Еріка вже були зайняті. На одному з поєдинків за землю Ерік убив людину, після чого ісландським судом був засудженим на вигнання на три роки. Але є й інші свідчення, що він скоїв два вбивства — у першому випадку він убив сусіда, який не хотів повернути взятого в борг човна, в іншому — помстився за своїх рабів, яких скарав на смерть інший вікінг.
У 982 році він зі своїми людьми відплив на захід. Нову землю він назвав Гренландією. У 986 році, після відбуття терміну покарання-вигнання повернувся в Ісландію і почав переконувати місцевих жителів переселятися на нові землі. Згідно з сагами він спорудив 30 кораблів, взявши зі собою велику кількість людей, відплив назад. Але досягли острова лише 14 суден з 350 людьми. Там він заснував перше поселення на Гренландії, — Ейстрінбіґґд (норв. Eystribyggd), до 1003 року воно досягло кількості у 5000 мешканців.
За даними істориків, до кінця життя Еріка кількість поселенців у Гренландії становила близько 5000 осіб. А в 1004 році Лейф Еріксон (Лейф в перекладі — Щасливчик), син Еріка Рудого, досяг узбережжя Північної Америки (за півтисячоліття до Христофора Колумба). Лейф привіз до Гренландії католицького священника, який охрестив острів. Ерік, на відміну від своєї сім'ї, ніколи не похрестився і продовжував бути язичником до самої смерті.
Незважаючи на те, що популярна історія зараховує Еріка як першу людину, яка відкрила Гренландію, ісландські саги припускають, що скандинави відкрили та намагалися заселити її раніше за нього. Традиція приписує Гуннбйорну Ульфссону (також відомому як Гуннбйорн Ульф-Кракусон) першим, хто побачив сушу. Майже за століття до Еріка сильні вітри пригнали Гуннбйорна до землі, яку він назвав шхерами Гуннбйорна. Але випадковий характер відкриття Гуннбйорна призвів до того, що він залишився без уваги в історії Гренландії. Після Гуннбйорна Снебйорн Галті також відвідав Гренландію. Відповідно до записів того часу, Галті очолював першу скандинавську спробу колонізувати Гренландію, яка закінчилася катастрофою. Однак Ерік Рудий був першим постійним європейським поселенцем.